# Gary Kurtz
Gary Douglas Kurtz (Los Angeles, Kalifornia, 1940. július 27. – London, Anglia, 2018. szeptember 23.) amerikai filmproducer.

## Filmjei
- Two-Lane Blacktop (1971, associate producer)
- Chandler (1971, associate producer)
- American Graffiti (1973, co-producer)
- Csillagok háborúja IV: Egy új remény (Star Wars) (1977, producer)
- Csillagok háborúja V: A Birodalom visszavág (The Empire Strikes Back) (1980, producer)
- A sötét kristály (The Dark Crystal) (1982, producer)
- Visszatérés Óz földjére (Return to Oz) (1985, executive producer)
- A pusztító szél harcosai (Slipstream) (1989, producer)
- The Thief and the Cobbler (1993, producer)
- A kis dobás (The Steal) (1995, producer)
- Friends and Heroes (2007, tv-sorozat, producer, 13 epizód)
- '77 (2007, producer)
- Gangster Kittens (2016, executive producer)

## Díjai
- Golden Globe-díj (1973, American Graffiti)
- Hugo-díj (1977, Csillagok háborúja; 1980, A Birodalom visszavág)